# マギー (モデル)
マギー（英: MAGGY、1992年5月14日 - ）は、日本の女性ファッションモデル、タレント、YouTuber、実業家である。かつてはグラビアモデル、女優としても活動していた。
2020年3月より所属事務所のレプロエンタテインメントと業務提携になり個人事務所を設立した。

## 来歴

### 生い立ち
父親はスコットランド系カナダ人でナレーターのイアン・ギブで、母親は日本人。1歳下の弟がいる。2歳まで兵庫県尼崎市園田で過ごすが、両親が離婚。生後間もない弟とともに父親に引き取られ、3歳から5歳まで父親の故郷であるカナダのハリファックスで、9歳まで京都府で暮らした後、神奈川県横浜市へ転居した。

### 芸能界へ
2008年、高校からの帰り道でスカウトされ、出場した「レプロガールズオーディション2008」で「ベストスマイル賞」受賞をきっかけにデビュー。しかし、本人いわく「ベストスマイル賞」はデビュー時になぜか受賞していたことになっており、実際にそんな賞はなかったと発言している。
以前は本名のファーストネームとミドルネームを取った「奈月 マーガレット」で活動していたが、2010年12月に、一般的な知名度を上げるきっかけになったテレビ番組『すぽると!』での愛称「マギー」に改名した。
2014年9月6日、「第19回東京ガールズコレクション 2014 AUTUMN/WINTER」内の「PEACH JOHN for good day」のステージに出演、ネックファー、ボーダー柄のブラにドット柄のショーツ、レースのガウン姿で登場。
2015年4月21日、講談社主催の『ViVi』関連イベント「ViVi night in TOKYO 2015〜EASTER COLORFUL PARTY〜」に出演。王族をイメージした真紅のファーとミニドレスで登場し、会場を沸かせた。
『ViVi』2015年9月号で自身初めて単独表紙を務めた。
2015年、第1回クリスマス ジュエリー プリンセス賞（タレント部門）を受賞。
2016年4月18日、「ViVi night in TOKYO 2016〜EASTER PARTY（イースター・パーティー）〜」に出演。
2016年11月発売の『ViVi』2017年1月号で同誌専属モデルを卒業。以後、“sweet、“BAILA”、“SENSE”等のファッション誌にも出演している。
2017年11月25日にスタートしたNHKドラマ『精霊の守り人 最終章』で女優デビュー。
2019年7月19日公開の『東京喰種 トーキョーグール【S】』で映画初出演。
同年、オリジナルプロテインをプロデュース。2020年には自身初となるコスメブランド「LAPERICUM」を設立し、実業家としての活動も行っている。
2020年10月、公式YouTubeチャンネル「MAGGY‘s Beauty and the Speed」を開設。日々のルーティンや趣味である自動車の話題を発信している。
2025年、ABEMAモータースポーツアンバサダーに就任。

## 人物
- モデルとしてプロ意識が高く、風呂上がりのパックとクリームでのケアが日課。また、下着での撮影に備えてビキニライン等をブラジリアンワックスで脱毛している[21]。
- 自動車の運転が好きでモータースポーツに関心があり、2016年にJAF発行国内B級ライセンスを取得した[22]。
- 家族とは誕生日や記念イベントを一緒に過ごす等していて仲が良い。父・弟と一緒の写真をインスタグラムに投稿しており、ファンからは家族関係の良さを称える声が上がっている[23][24][25]。
- 恋人にしたい男性の条件について「清潔感があって、スポーツをやっていて、ユーモアのある人」と語り、「壁ドンは嫌い」と述べている[26]。
- 元々家族を助けるため16歳から雑誌『ViVi』のモデル業を始め、その後モデル活動を続けるためテレビに出演を行なっていたが、テレビ出演の際に「自分の名前だけど、いただいた台本で演じるから、（テレビを）見ている人からしたら、それが本当の私。あれがマギーって人なんだと思われるのがすごく苦しかった」と、当時は苦悩していたことを語った[27]。そんな矢先に写真週刊誌『FRIDAY』に総合格闘家の武尊[28]やバンドHi-STANDARDの横山健[29]との交際を報道され、後日の取材で当時を振り返り「心がすり減りすぎた」、「周りの人も悲しませたし、あそこまで自分の心がなっちゃったっていうのも残念」と胸中を語った[27]。現在は実業家として活躍しており、芸能活動はセーブしている状態である。

## 出演

### ランウェイ
ランウェイは便宜上、SPRING/SUMMER→S/S、AUTUMN/WINTER→A/Wとする。
- 東京ガールズコレクション（2009S/S、in 名古屋、2011A/W、2012S/S）
- sweet collection 2010（2010年9月5日）
- 神戸コレクション（2011S/S、2011A/W）
- GirlsAward（2011S/S、2011A/W）
  - Tokyo Virtual Runway Live by GirlsAward vol.1（2020年6月27日、ABEMA独占生配信）[30]
- STOCK STYLE（2011A/W）
- 東京ランウェイ（2012A/W）[31]

### イベント
- マギーSPECIAL PARTY トーク（2013年9月8日、越谷レイクタウン）

### テレビ番組
- すぽると!（2009年4月 - 2011年3月、フジテレビ） - 「THE CODE」レギュラー
- 地球テレビ エル・ムンド（2012年度まで）→エル・ムンド（2013年度から）（2011年4月 - 2014年3月2日、NHK BS1） - ナビゲーター・水曜日担当、2013年4月 - 日曜日担当
- テレビで基礎英語（2011年8月21日、28日、NHK Eテレ）
- 超ド級!世界のありえない映像博覧会8（2011年10月4日、フジテレビ）
- サタデーバリューフィーバー（日本テレビ）
  - 「もしものピンチ教習所」（2011年10月15日）
  - 「笑う！アメカン」（2011年12月3日）
- なんでもワールドランキング ネプ&イモトの世界番付（2011年10月18日 - 2016年3月18日、日本テレビ）
- カキューン!!「岡田・大木の悶絶!おもろびとハンター」（2011年12月1日・8日、関西テレビ）
- DEVILOCK NIGHT THE FINAL（2012年2月25日・26日、BSスカパー!） - MCアシスタント
- ご自慢ライブ おしあげNOW→東京スカイツリータウン MXご自慢ライブ（2012年5月27日 - 2013年3月31日、TOKYO MX）[32] - MC
- ラウンジ イマジカ #17、#18（2012年6月、IMAGICA BS）
- 日本演芸保護の会 RED LIST（2012年9月6日 - 2013年9月26日、テレビ大阪） - 秘書役（MCアシスタント）※2013年3月21・28日放送分はファッションモデルの高橋メアリージュンが代役として出演した。
- 原宿ネストカフェ（2012年10月7日 - 2013年3月31日、TBS） - ウェイトレス・セーラ 役[33]
- ロケットライブ（2012年10月17日 - 2013年3月27日、フジテレビ）[34] - 司会
- ロケハン。（2013年10月3日 - 12月26日、テレビ東京） - レギュラー
- 解禁!暴露ナイト（2013年10月25日 - 2014年3月27日、テレビ東京）
- アナザースカイ（2014年5月23日、日本テレビ）
- シルシルミシルさんデー2時間スペシャル「といえば調査団」（2014年6月29日、テレビ朝日）
- ヒルナンデス!（2014年10月6日 - 2018年9月24日、日本テレビ） - 月曜レギュラー
- バズリズム（2015年4月3日 - 2018年3月31日、日本テレビ） - MC
- わざわざ言うテレビ（2015年11月10日 - 2017年6月28日、テレビ大阪）[35]

### テレビドラマ
- 精霊の守り人 最終章（2018年1月6日 - 27日、NHK） - ヨーナ 役[15][16]

### 映画
- 東京喰種 トーキョーグール【S】（2019年7月19日、松竹） - マーガレット 役[17]

### 吹き替え
- スラムドッグス（2023年11月17日、東宝東和） - マギー 役[36]

### ラジオ番組
- ラジカントロプス2.0（2011年8月29日、ラジオ日本）
- current（2011年10月7日 - 、FMヨコハマ） - レギュラーDJ[37][38]
- ハマラボ（2012年4月2日 - 、FMヨコハマ）[39]
- CRC+（2011年12月3日、エフエム世田谷）
- マギーのオールナイトニッポンモバイル（2011年11月30日 - 、ニッポン放送）
- コスモ ポップス ベスト10（2013年7月6日‐13日、TOKYO FM）

### ネット配信番組
- ティーザー動画（2011年10月8日、block.fm）[40]
- 女子ナビ 女子ナビトーク#2（2011年12月1日、GyaO!）
- #エンダン（2013年7月1日 - 9月24日、NOTTV） - 月曜MC

### ウェブサイト
- 英会話教材スピークナチュラル（2011年）[41]
- ソーシャルインタビューサービス ザ・インタビューズ（2012年2月）[42]

### PV
- ヴィドール「Cryptic Tokyo」（2009年）
- TETSUYA「lonely girl」（2010年）

### CDジャケット
- 近藤晃央「心情呼吸」（2014年）

### CM
- KOSÉ Fashio「カールロック」篇（2011年1月）
- サンケイリビング新聞社 レイ ウエディング (Lei wedding) （2011年7月 - ）
- GRL（グレイル）（2012年8月 - ）
- ジョンソン・エンド・ジョンソン「ジョンソン ボディケア リッチ スパ」（2015年）[43]
- WOW!S キャビネットホテル ワウズ（2018年）
- メディビューティー ルミクス脱毛サロン LACOCO（2020年2月13日 - ）[44]

### 広告
- ミズノ カタログ（2010年）
- PUMA SOCIAL カタログ（2011年）
- CANDISH（2011年春夏）
- 新宿アルタ 2012イメージモデル（2012年2月）[45]
- ピーチ・ジョン ブルーチェリー（2012年）[46]
- 伊勢半 ヒロインメイク イメージモデル（2015年4月6日 - ）[47]
- 男子プロバスケットボール Bリーグ（2017年） - オールスターゲーム女子マネージャー[48]

### その他
- DAMチャンネル（2015年4月 - 2016年3月） - MC[49]

## 書籍

### 雑誌
- CUTiE（宝島社）
- ViVi（講談社）
- レイ ウエディング (Lei wedding) （サンケイリビング新聞社）[50]
- Men's JOKER（KKベストセラーズ）
- SHEL'TTER（カエルム）

### 写真集
- マギー マギー マギー（2013年11月18日、講談社、撮影：曽根将樹）ISBN 978-4063649307[51]
- Your まぎー（2015年12月2日、講談社、撮影：曽根将樹）ISBN 978-4062198974[52]
- new Moon（2018年10月20日、宝島社、撮影：土山大輔）ISBN 978-4800283726[53]
- SUPER MAGGY（2024年11月1日、小学館、撮影：LESLIE KEE）ISBN 9784096824634

### スタイルブック
- I'm マギー（2015年12月19日、講談社）ISBN 978-4062198981[52]

## リリース作品

### DVD
- 密着!!新垣結衣・中村蒼・川島海荷・アイドリング!!!たちのチャリ旅24時!!〜レプロ・ハピチャリ募金部 ふれあい募金の旅〜（2011年12月21日、ポニーキャニオン） - レプロ・ハピチャリ・プロジェクト

### CD
- 虹の向こうへ（2011年7月27日、ソニー・ミュージックダイレクト） - レプロ・ハピチャリ・プロジェクト